# カッシーニ (小惑星)
カッシーニ (24101 Cassini) は小惑星帯に位置する小惑星。アメリカ合衆国アリゾナ州のファウンテンヒルズ天文台で、アマチュア天文家チャールズ・W・ジュエルス (Charles W. Juels) が発見した。
イタリア出身で、パリ天文台の初代台長となったジョヴァンニ・カッシーニから命名された。